# Marta Drottnerová-Blažková
Marta Drottnerová-Blažková (ur. 26 sierpnia 1941 w Kvasicach) – czeska tancerka, baletnica, choreografka tańca i nauczycielka. Zagrała ponad pięćdziesiąt ról teatralnych, z czego większość na scenie baletowej Teatru Narodowego w Pradze.

## Życiorys
Urodziła się 26 sierpnia 1941 roku w Kvasicach. Niektóre źródła jako miejsce urodzenia podają Zlin, w którym dorastała. Pierwsze lata życia spędziła w Vlkošu, gdzie uczęszczała do pierwszej klasy podstawowej. 13 grudnia 1948 roku, kiedy była w drugiej klasie, jej rodzina przeprowadziła się do Kvasic.
W wieku dziewięciu lat rozpoczęła naukę w studiu baletowym Narodowym Teatrze Morawsko-Śląskim w Ostrawie. W 1954 roku odbył się jej pierwszy występ. Jaj talent dostrzegł Emerich Gabzdyl, szef ostrawskiego baletu, który następnie zaczął powierzać jej bardziej wymagające role solowe. W 1959 roku, w wieku szesnastu lat postanowiła wziąć udział w przesłuchaniu do Teatru Narodowego w Pradze. Nie została przyjęta, jednak zaproponowano jej kolejne spotkanie za pół roku. Odbyło się ono w sali baletowej Laterna Magika, a w skład jury wchodzili m.in.: ówczesna baletmistrzyni Zora Šemberová i dyrektor artystyczny Laterna Magika, Alfréd Radok. Po udanym występie Marta Drottnerová została zatrudniona w teatrze.
W 1961 roku reprezentowała Czechosłowację na międzynarodowym konkursie dla tancerzy poniżej 30 r.ż. w Rio de Janeiro, w którym brały udział 24 tancerki z trzynastu krajów. Marta Drottnerová zajęła pierwsza miejsce. Jej choreografem był Jiří Blažek, za którego później wyszła za mąż. Finał konkursu odbył się w jej 20. urodziny.
W 1966 roku została solistką baletu Teatru Narodowego w Pradze i w tym samym roku wyjechała w ramach stażu na pół roku do Moskwy. Pod koniec jako pierwsza czeska tancerka wystąpiła w Teatrze Bolszoj, gdzie wcieliła się w postać Marii w Fontannie Bachczysaraju.
Występowała w wielu konkursach krajowych oraz międzynarodowych, zdobywając liczne nagrody, m.in. srebrny medal na Międzynarodowym Konkursie Baletowym w Warnie w 1964 roku oraz złoty medal w 1966 roku. Zagrała ponad pięćdziesiąt ról teatralnych, z czego większość na scenie baletowej Teatru Narodowego w Pradze. Występowała m.in. w Londynie (1963), w Paryżu i Szwajcarii (1970), w Hiszpanii (1973),  na Kubie (1974, 1979, 1980), w Budapeszcie i w Bregencji (1979).
28 kwietnia 1975 roku otrzymała tytuł Artysty narodowego, zostając najmłodszą osobą z tym odznaczeniem.
W latach 1982–1985 studiowała pedagogikę na Rosyjskim Uniwersytecie Sztuki Teatralnej, a następnie w latach 1989–1993 pracowała jako nauczycielka w Akademii Sztuk Scenicznych w Pradze. W Teatrze Narodowym  pracowała jako baletmistrzyni do 1991 roku, kiedy przeszła na emeryturę.
W 2001 roku otrzymała nagrodę Ceny Thálie za całokształt twórczości.

## Życie prywatne
Jej mężem był Jiří Blažek.